# Штейнвольф Лев Ізраїльович
Лев Ізраїлевич Штейнвольф (23 квітня 1916, Катеринослав — 1991, Харків) — радянський учений-механік, спеціаліст у галузі динаміки машин та прикладної теорії коливань, доктор технічних наук, професор.

## Життєпис
Народився в родині гірничого інженера Ізраїлю Берковича Штейнвольфа, випускника Катеринославського гірничого інституту. У 1933 році вступив на робочий факультет при Харківському механіко-машинобудівному інституті (ХММІ). Закінчивши робітфак, 1934 року стає студентом ХММІ. Здобувши у 1939 році диплом інженера-механіка за спеціальністю «Динаміка машин», Л. І. Штейнвольф вступає на аспірантуру ХММІ за тією ж спеціальністю. Однак навчання в аспірантурі було перервано війною, у вересні 1942 року Лева Ізраїлевича призивають до Червоної Армії. Після демобілізації, з 1945 року він працює асистентом на кафедрі теоретичної механіки ХММІ, а 1947 року захищає кандидатську дисертацію на тему «Дослідження маятникового демпфера крутильних коливань колінчастих валів двигунів», яку виконав під керівництвом професора Я. М. Майєра. З 1953 року він працює на посаді доцента, а в 1954 році йому присвоєно і відповідне вчене звання.
У 1957 році в ХПІ було відкрито проблемну лабораторію «Динамічна міцність деталей машин», яку очолив відомий вчений у галузі математики та механіки, член-кореспондент АН УРСР (з 1967 року академік) А. П. Філіппов. Л. І. Штейнвольф був запрошений до цієї лабораторії для організації та керівництва науково-дослідною групою силових установок. У 1967 році вчений успішно захистив докторську дисертацію на тему "Динаміка механічних передач силових установок тепловозів".
Л. І. Штейнвольф зосереджував свої наукові дослідження на різних аспектах динаміки силових передач у бойових та транспортних машинах. Його роботи мали велику практичну цінність, оскільки тісно пов’язувалися з виробництвом, а результати досліджень активно впроваджувалися в роботу конструкторських бюро, що займалися розрахунками та вдосконаленням силових передач для двигунів внутрішнього згоряння. Л. І. Штейнвольф поєднував у собі глибокі практичні знання з академічною аналітичною механікою, що робило його дослідження унікальними. Він був одним із перших, хто почав використовувати електронні обчислювальні машини, а згодом і персональні комп’ютери, для розробки та впровадження сучасних алгоритмів у механічні розрахунки. Його внесок у розвиток комп’ютерної алгебри у механіці та її застосування в науці, практиці та навчанні має величезне значення. За своє життя він опублікував понад 150 наукових статей, дві брошури та одну монографію.

## Про Штейнвольфа
1. Ларин А. А. Очерки истории развития теории механических колебаний / А. А. Ларин. – Севастополь: Вебер, 2013. – 403 с.[4]
2. Ларин А. А. Исследования колебаний тепловозных силовых установок в Харьковском политехническом институте в 1960-е гг. Механіка та машинобудування, 2009. – вип. 2. – С. 158–167
3. Балишев М. А., Ларін А. О. Науковий доробок професора Льва Штейнвольфа (огляд нових надходжень ЦДНТА України) / Архіви України, Київ, 2013. – вип. 3 (285) . – с. 138–144[5]
4. Ларін А. О. Дослідження коливань танкових дизелів сімейства ТД (історія питання). / Вісник Національного університету «Львівська політехніка» № 670 «Держава та армія». – Львів: Вид-во НУ «Львівська політехніка», 2010. – С. 199–205[6]
5. Ларин А. А. О творческом наследии Льва Израилевича Штейнвольфа – ученого и педагога » / Вестник Национального технического университета «ХПИ».  Динамика и прочность машин.  2006. – Вып. 21.  С. 3–6[7]
6. Андреев Ю. М. Дружинин Е. И., Ларин А. А. Вековой юбилей профессора Льва Израилевича Штейнвольфа / Вісник НТУ «ХПІ». Серія: Динаміка і міцність машин. – Х.: НТУ «ХПІ», 2016. – № 26 (1198). – С. 27–31[2]